# Starogard Gdański (stacja kolejowa)
Starogard Gdański – stacja kolejowa w Starogardzie Gdańskim, w województwie pomorskim.

## Historia

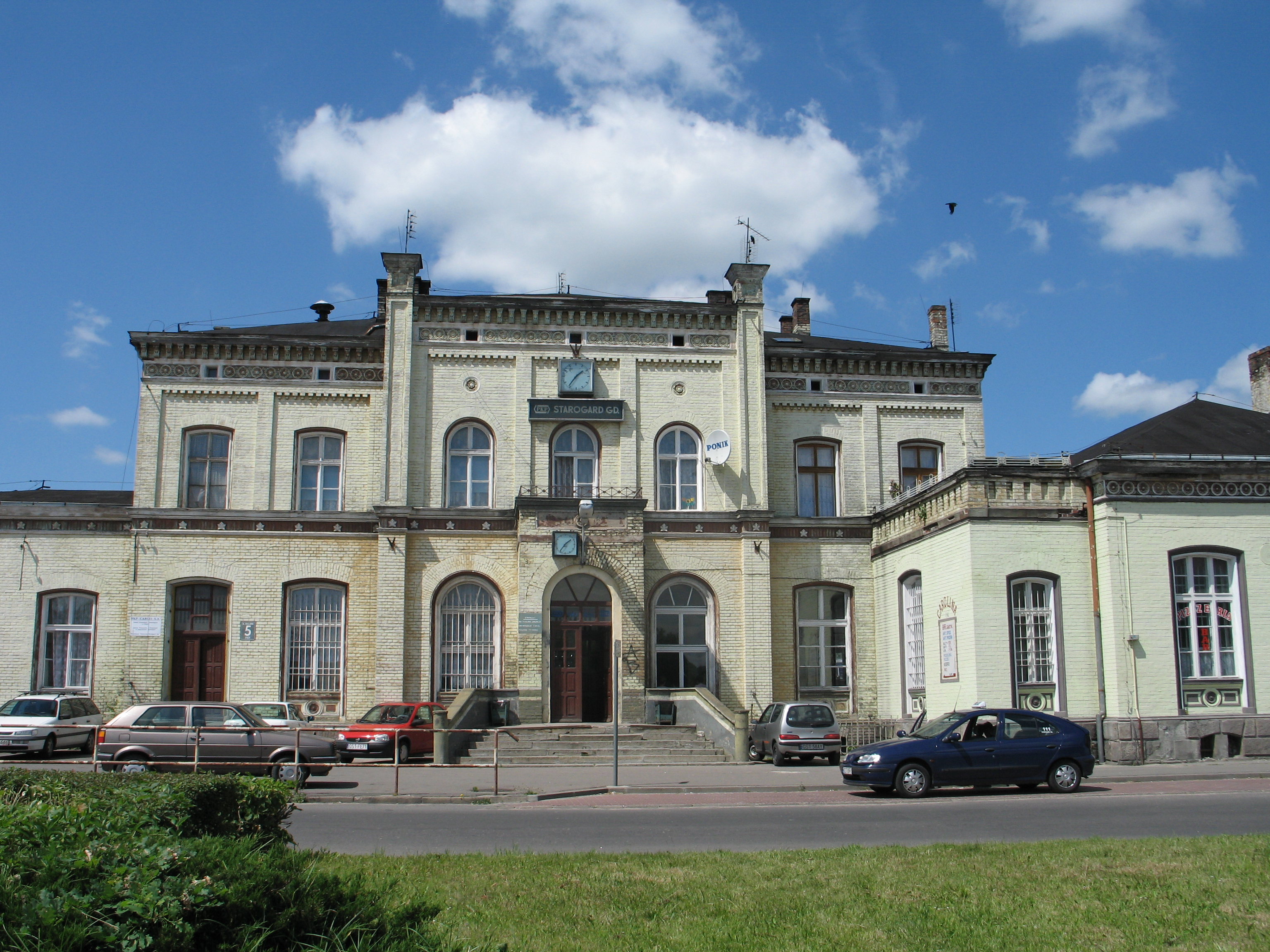
Budynek dworca przed remontem

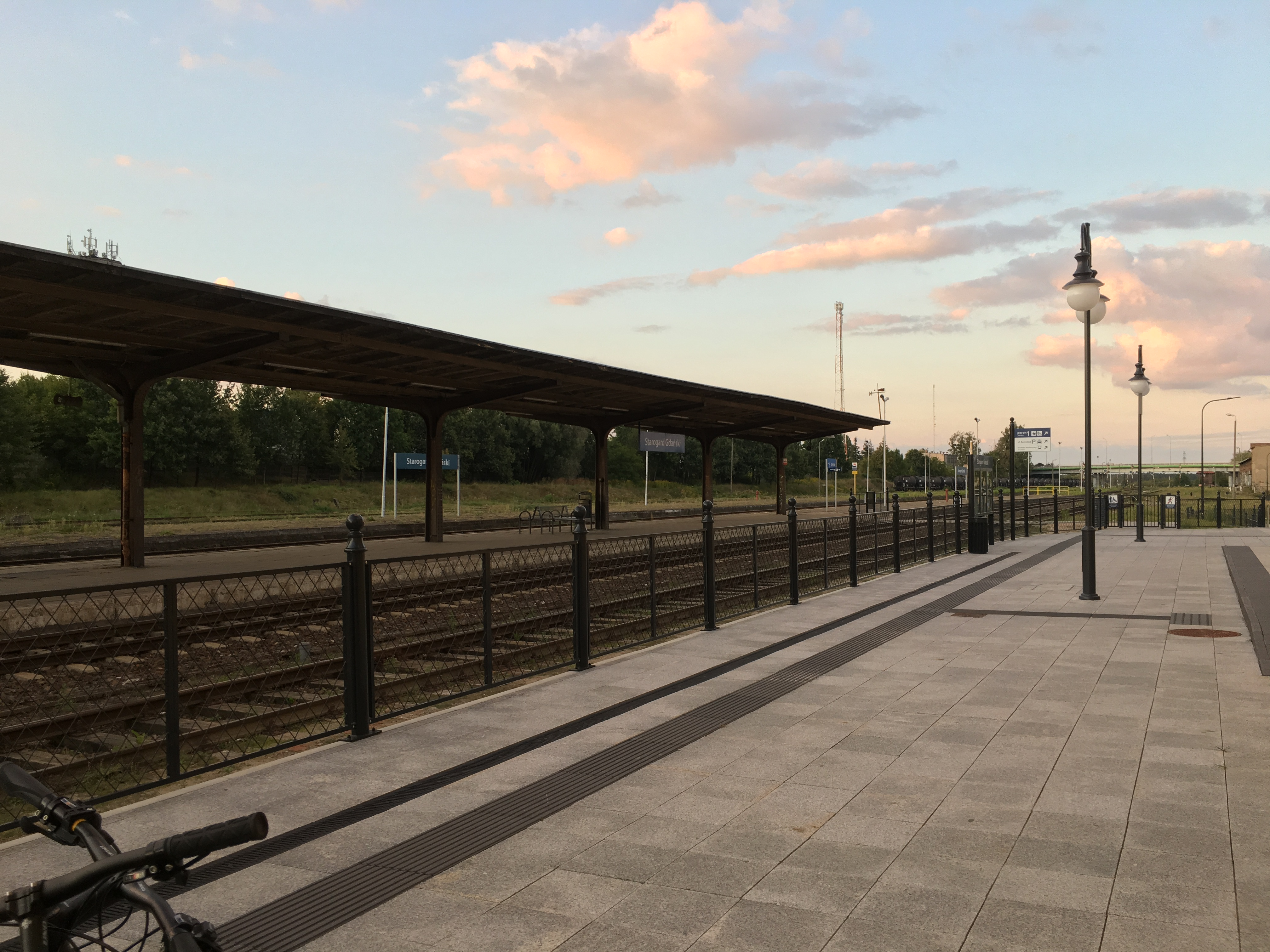
Perony

Stacja kolejowa została założona w roku 1871. W grudniu 2016 roku podpisano umowę na budowę zintegrowanego węzła komunikacyjnego zlokalizowanego w bezpośrednim sąsiedztwie stacji kolejowej. Projekt obejmuje również przebudowę oraz modernizację dworca. Całość prac ma kosztować 42,5 mln zł. Wyremontowany dworzec został otwarty w październiku 2018.

## Ruch pasażerski
| Rok  | Wymiana pasażerska na dobę |
| ---- | -------------------------- |
| 2017 | 1000-1500                  |
| 2022 | 1000-1500                  |

## Charakterystyka stacji
- województwo: pomorskie
- budynek: zabytkowy, odrestaurowany; używany zgodnie z przeznaczeniem
- kasa biletowa: nieczynna (Polregio)
- biletomat: czynny (Polregio)
- dodatkowe tory: są, zdatne do eksploatacji
- ilość peronów: 2
- lokomotywownia: nie ma
- wieża ciśnień: nieużywana, w stanie dobrym
- zadaszenie peronów: wiata peronowa
- przejście podziemne: czynne
- semafory: kształtowe (postawione świetlne)

## Lokomotywownia
Na stacji znajdowała się lokomotywownia, która np. w 1934 jako stacja trakcyjna podlegała Oddziałowi Mechanicznemu w Tczewie; w 1941 jako Lokbf Preuß. Stargard podległa Zakładowi Kolejowemu w Tczewie (Bw Dirschau). Obecnie już nie istnieje.

## Połączenia
W Starogardzie przewozy obsługują Polregio oraz  PKP Intercity.

### Polregio
Przewoźnik obsługuje połączenia między Tczewem a Chojnicami oraz między Tczewem a Szczecinkiem, a także jedną wydłużoną parę łączącą Szczecinek z Trójmiastem. Dodatkowo w okresie wakacyjnym połączenie to jest wydłużane do Helu.
PKP Intercity
Przewoźnik obsługuje parę pociągów TLK Bory Tucholskie między Gdynią Główną a Kostrzynem nad Odrą.